# Eosentomon vindobonense
Eosentomon vindobonense är en urinsektsart som beskrevs av Andrzej Szeptycki och Christian 2000. Eosentomon vindobonense ingår i släktet Eosentomon och familjen trakétrevfotingar. Inga underarter finns listade i Catalogue of Life.